# Ràdio Klara
Ràdio Klara és una emissora de ràdio lliure i col·lectiva que s'emet a València i rodalia, al 104.4 de la Freqüència Modulada (FM), des de l'any 1982. Sota el lema "Lliure i llibertària", és de tendències anarquistes.
En la seua programació, majoritàriament en català, encara que també en castellà, hi ha espais de notícies, música, entrevistes, tertúlies, etc. Estableixen comunicació amb altres emissores de ràdio lliure, sobretot de mitjans iberoamericans, per conéixer la situació d'aquests països de primera mà. En un fet insòlit, l'any 1991 l'Estat espanyol li atorgà una llicència cultural, essent l'única ràdio lliure que actualment compta amb llicència. L'octubre del 2000 va estrenar el seu web.